# Macarena Astorga
Macarena Astorga (Madrid, España) es una directora de cine  conocida por dirigir el largometraje de terror La Casa del Caracol.

## Biografía
Astorga es licenciada en Comunicación Audiovisual y en Ciencias de la Educación por la Universidad de Málaga. Ha sido profesora de Imagen y Sonido en  el IES Guadalpín de Marbella desde 2004, donde ha impartido clases en el Ciclo Superior de Realización de Audiovisuales. En 2020 pidió una excendencia en su instituto para comenzar la preproduccón de su primer largometraje.
En 2011 dirige el cortometraje documental Los ojos de Brahim siendo reconocido con el Premio RTVA a la Mejor Creación Audiovisual Andaluza  entre otros galardones.
En 2013 dirige y escribe el corto de ficción Tránsito  ganador del premio del público en el Festival de cine español de Málaga y candidato a los premios Goya 2014.
En 2017 dirige su segundo corto de ficción, Marta no viene a cenar, protagonizado por Natalia de Molina y Celia de Molina y lo estrena en la 25.ª semana de Cine de Medina del Campo dentro de su Sección Oficial. Esta obra también recibe numerosos galardones.
En 2021 estrena su primer largometraje, La casa del caracol, un thriller psicológico del libro del mismo nombre y guionizada por la misma autora de este, Sandra García Nieto. Protagonizado por Paz Vega y Javier Rey cuenta la historia de un escritor que pasa el verano en la sierra malagueña y descubre una perturbadora leyenda local.
A finales de ese mismo año estrena El refugio, una comedia coescrita con Alicia Luna y Beatriz Iznaola y protagonizada por Loles León, Carlos Alcántara y María Barranco y que cuenta en el reparto con Leo Harlem y Antonio Dechent entre otros.

## Filmografía
| Año  | Título                 | Direccíón | Guion | Notas                            |
| ---- | ---------------------- | --------- | ----- | -------------------------------- |
| 2011 | Los Ojos de Brahim     | Sí        | Sí    | Cortometraje documental (29 min) |
| 2013 | Tránsito               | Sí        | Sí    | Cortometraje de ficción          |
| 2017 | Marta no viene a cenar | Sí        | No    | Cortometraje                     |
| 2021 | La casa de caracol     | Sí        | No    | Largometraje                     |
| 2021 | El refugio             | Sí        | Sí    | Largometraje                     |